# Jslinux
Jslinux是由程序员法布里斯·贝拉于2011年5月开始开发的一款能够在浏览器中运行的x86模拟器。该模拟器使用JavaScript语言编写，用到了W3C Typed Arrays，提供了一个剪贴板位于/dev/clipboard处用于与宿主机交换数据。
最新版本已于2011年8月20日发布，MIT授权。

## 硬件方面
- 32位x86兼容的CPU
- 8259可编程中断控制器
- 8254可编程中断时钟
- 16450 UART
- 实时时钟（RTC）

## 软件方面
- Linux 操作系统内核2.6.20
- linuxstart BIOS（源码）
- 一个使用Buildroot生成的文件系统
- 作者自己的C语言编译器TinyCC（TCC （页面存档备份，存于））
- 作者自己的QEmacs编辑器 （页面存档备份，存于）

## 用处
- 测试浏览器的JavaScript引擎的性能（多长时间启动）
- 在浏览器中学习Unix命令行（甚至可以用来试验rm -rf /）
- 使用一个x86库在客户端进行数据处理（例如加密）
- 一个更加高级的版本可以用于运行老的DOS软件（例如游戏）

## 浏览器兼容性
- Firefox >= 3
- Chrome 11
- Opera 11.11
- Internet Explorer 9

## 外部連結
- Jslinux（页面存档备份，存于）